# けんと放送
株式会社けんと放送（けんとほうそう）は、新潟県新潟市中央区にあるコミュニティFM放送局。愛称はFM KENTO（エフエムケント）。

## 概要
1996年12月25日に開局。
2008年6月25日からSimulRadioに参加しインターネット配信を開始した。ListenRadioにも参加していた。
平日・休日問わず24時間放送（日曜深夜に放送休止時間を設けていた時期があった）。
自社制作は平日午後及び土休日の一部番組のみで、その他は音楽フィラー番組（Find Your Music!等）・J-WAVEの番組を放送。かつてはほとんどの時間枠でJ-WAVEの番組の再送信を行っていたが、自社制作・音楽フィラー番組の時間枠の増加により、J-WAVEの番組の再送信の時間枠が縮小した。
2014年9月22日より、J-WAVEの番組の再送信が行われなくなり、終日、自社制作または音楽フィラー番組の放送を行っている。
運営会社であるけんと放送は、放送局運営のほか、貸会議室運営などの業務も行っている。
J-WAVEの番組の再送信が行われなくなった、同日2014年9月22日より一時期、App Store、Google Playよりラジオアプリが配信されており、インターネットが繋がる環境であれば、全国で聴取することができた。
2017年6月30日をもって、SimulRadio、ListenRadioの配信を終了。7月1日より、JCBAインターネットサイマルラジオでの配信に移行した。

## 主な自社制作番組
※時間はすべてJST。
- こんにちは新潟市です[2]→What’s up NIIGATA CITY

月・火・木・金曜 8:26 - 8:29
広報番組。2019年4月より、放送時間が移動し、番組名を『What’s up NIIGATA CITY』に改題した。
改題後、2025年3月までは平日 8:25 - 8:29に放送されていたが、2025年4月より、水曜での放送が廃止され、1分縮小での放送となった。
- HAPPY TOGETHER

金曜 19:00 - 20:00、再放送 土曜 22:00 - 23:00
- HANDSAME FLYDAY（北見寛明。2018年4月6日 - ）

金曜 20:00 - 21:00、再放送 土曜 23:00 - 翌0:00

## 過去の放送番組
- ASIAN EXPRESS（土曜 10:40 - 10:55）
- satohken.com RADIO（土曜 18:30 - 18:45）
- Egg Head Talking
- B12 -STR8T MIX SHOWCASE-（月曜 - 木曜 12:00 - 14:00 → 月曜 - 木曜 17:00 - 19:00）
- E'DAY!（金曜 11:30 - 14:00）
- くらぶUDABANASHI（日曜 23:00 - 翌0:00）
- Heart warming time
- UNITY（日曜 0:00 - 0:30【土曜深夜】 再放送 翌週火曜 0:00 - 0:30【月曜深夜】）
- B12 -DIG THA REAL-（月曜 - 木曜 17:00 - 19:00）
- Jammin' DA M★ST（月曜 - 金曜 16:30 - 19:00 → 金曜 17:00 - 19:00）
- GROOVE＆CRUSH（金曜 20:00 - 22:00）
- Hanna×Jewel BLACK BEAUTY MUSIC（土曜 17:30 - 18:00）
- 920@COMMUNITY（第3土曜 9:20 - 9:40）
- RIDE ON DIE（水曜 22:00 - 翌1:00）
- CHERRY JAZZ CLUB（金曜 21:30 - 22:00、再放送 土曜 20:30 - 21:00[4]、2012年11月[5] - 2015年3月[6]）
- DJCITY JAPAN MIX SHOW（木曜 20:00 - 20:30、2015年4月 - 6月）
- いろいろかためで（木曜 23:00 - 23:30。ナビゲーター:ヒラサワンダ、2015年7月30日 - 2016年1月28日）
- KEEP DOING（金曜 23:00 - 23:30、2015年7月31日 - 2016年1月29日）
- スイッチ（水曜 23:00 - 23:30、2015年11月18日 - 2016年3月30日）
- リースキンハートフルショップ（金曜 17:15 - 17:20）
- 神山薬局のポイント5倍デー（木曜 23:00 - 23:30、2016年2月25日 - 2016年8月25日）
- ロリポップタイム（木曜 23:30 - 翌0:00。ナビゲーター:ボンジュール鈴木、2015年12月17日[7] - 2016年11月24日[8]）
- SECOM Hurry UP!! Daddy（金曜 17:40 - 17:45、- 2016年11月25日）
- Freejam Club（月曜 23:00 - 23:30、2015年11月30日 - 2016年11月28日）
- Negicco RADIO（最終金曜 22:00 - 23:00、再放送 放送した週明けの月曜 0:00 - 1:00【放送した週の日曜深夜】[9] 、2008年9月2日 - 2016年12月30日[10]）
- ゴゼヨル（金曜 23:00 - 23:30。ナビゲーター:午前四時、朝焼けにツキ、2016年4月8日[11] - 2017年6月30日[12]）
- WEEKEND MIXSHOWCASE（金曜 12:00 - 13:00、20:00 - 21:00 再放送 土・日曜 12:00 - 13:00、23:00 - 翌0:00[13] - 2017年8月）
- KENTO VINTAGES[14]
- 愛の元気人（最終土曜 18:00 - 19:00。Mahsa。2010年4月24日[15] - 2018年9月29日[16]）
- 新潟市 健康スタイル（最終土曜 11:00 - 12:00。ナビゲーター:今井美穂、2018年9月29日[17] - 2019年2月23日[18]）
- 伊藤聡子と新潟の経営者（土曜 15:00 - 15:30、 再放送 日曜 9:00 - 9:30[19]、2012年1月7日 - 2019年3月30日）[20]
- NSGクロスロード・アワー（土曜 15:30 - 17:00、2009年9月5日 - 2019年3月30日）
- feel.K[21]

期間限定番組
- WAKABUNA SUNNY SIDE STATION（1・2月 日曜 10:00 - 13:00、 - 2017年）[22]